# Resolución 1480 del Consejo de Seguridad de las Naciones Unidas
La resolución 1480 del Consejo de Seguridad de las Naciones Unidas, aprobada por unanimidad el 19 de mayo de 2003, tras reafirmar resoluciones anteriores sobre Timor Oriental (Timor-Leste), en particular las resoluciones 1410 (2002) y 1473 (2003), prorrogó el mandato de la Misión de Apoyo de las Naciones Unidas a Timor Oriental (UNMISET) por un período de doce meses, hasta el 19 de mayo de 2004. 
El Consejo de Seguridad elogió los esfuerzos del Gobierno y el pueblo de Timor Oriental por desarrollar instituciones para un Estado independiente basado en valores democráticos. También se elogió a la UNMISET por desarrollar la infraestructura, la administración pública, la aplicación de la ley y las capacidades de defensa. Además, se acogió con satisfacción el progreso logrado en las relaciones diplomáticas entre Timor Oriental e Indonesia y se destacó el progreso logrado en materia de seguridad, demarcación de fronteras y enjuiciamiento de los responsables de los actos cometidos en 1999 .
La resolución destacó la prioridad de mejorar las capacidades de la Policía Nacional de Timor Oriental, la transferencia de autoridad de la UNMISET al Gobierno de Timor Oriental y el apoyo internacional durante todo el proceso. El Consejo tomó nota de una estrategia militar esbozada en un informe del Secretario General Kofi Annan . 